# خوالد، قنا
خوالد (به عربی: الخوالد)، روستایی از توابع شهرستان ابو تشت در استان قنا و کشور مصر است.

## جمعیت
براساس سرشماری سال ۲۰۰۶ مصر، جمعیت آن ۹۴۹۸ نفر(۴۵۵۷ مرد و ۴۹۴۱ زن) بوده‌است.